# 圣马涅
圣马涅（法語：Saint-Magne，法語發音：[sɛ̃ maɲ]）是法国吉伦特省的一个市镇，属于阿卡雄区。

## 地理
圣马涅（44°31'37"N, 0°39'28"W）面积82.66 平方千米，位于法国新阿基坦大区吉倫特省，该省份为法国西南部沿海省份，是法國本土面积最大的省，北起滨海夏朗德省，西临大西洋，南至朗德省，东南接洛特-加龍省，东临多爾多涅省。
与圣马涅接壤的市镇（或旧市镇、城区）包括：卡巴纳克和维拉格兰、勒巴尔普、伯兰-贝列、奥斯唐斯、卢沙茨、索卡茨。
圣马涅的时区为UTC+01:00、UTC+02:00（夏令时）。

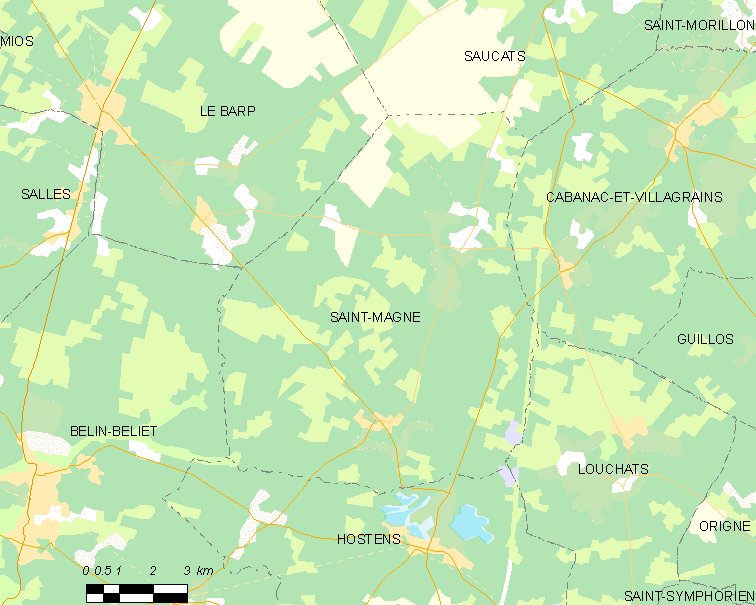
圣马涅的OSM定位图

## 行政
圣马涅的邮政编码为33125，INSEE市镇编码为33436。

## 政治
圣马涅所属的省级选区为砂砾荒原县。

## 人口

1962-2008年间圣马涅人口变化图示

圣马涅于2022年1月1日时的人口数量为1235人。